# Alexei Zinovievici Petrov
Alexei Zinovievici Petrov (n. 15/28 octombrie 1910, Koshki⁠(d), Samara Uyezd⁠(d), gubernia Samara⁠(d), Imperiul Rus – d. 9 mai 1972, Kiev, RSS Ucraineană, URSS) a fost un matematician și fizician-teoretician sovietic și rus, academician al Academiei de Științe din Ucraina, fondator al unei școli de gravitație și relativitate generală, șef al catedrei de teorie a relativității și gravitație a Universității din Kazan în anii 1960-1970, iar în anii 1970-1972 șef al secției de teorie a relativității și gravitație la Institutul de fizică teoretică al Academiei de Științe din Ucraina (Kiev). A fost membru al PCUS. Este cunoscut pentru clasificarea câmpurilor gravitaționale în cadrul teoriei relativității generale einsteiniene după 3 tipuri. Laureat al Premiului Lenin (1972).

## Opere principale
- Spațiile Einstein (în limba rusă), traducere în engleză Oxford: Pergamon Press, 1969.
- Metode noi în teoria relativității generale (în rusă), Moscova, 466 pp., 1966.

1. ↑  CONOR.SI[*] Verificați valoarea |titlelink= (ajutor)